# Weil (Esslingen am Neckar)

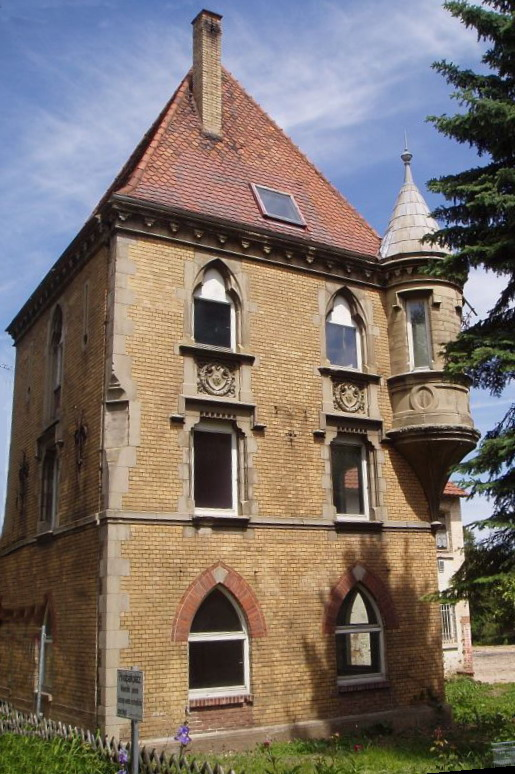
Gestütsgebäude

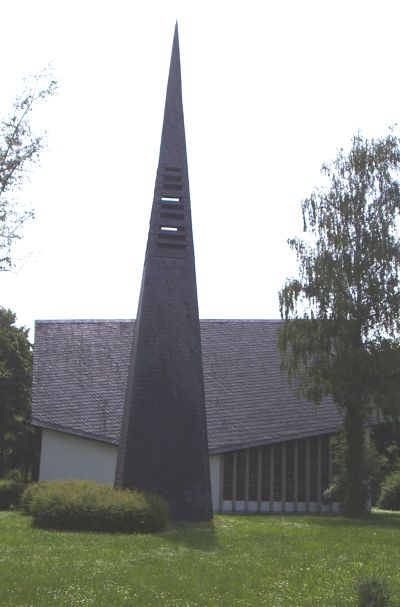
Lukaskirche

Weil ist ein Stadtteil von Esslingen am Neckar. Weil liegt im Neckartal unterhalb der Esslinger Altstadt auf der gegenüberliegenden linken Seite des Flusses, ca. 3 km westlich des Stadtzentrums.

## Geschichte
1173 wurde ein Dorf Weiler als Besitz des Klosters St. Blasien im Schwarzwald erwähnt.
1230 gründeten einige Frauen aus Esslingen eine klösterliche Gemeinschaft und übernahmen die Regel des 1221 in Esslingen sesshaft gewordenen Dominikanerordens. Der Bischof Konrad von Konstanz erteilte die Erlaubnis, ein Kloster mit einer Kirche zu bauen. 1236 wurde diese Erlaubnis von Papst Gregor IX. bestätigt. Papst Innozenz IV. unterstellte 1245 den Konvent dem Prior des Dominikanerklosters in Esslingen. Anfang des 14. Jahrhunderts hatte das Weiler Dominikanerinnenkloster etwa 70 Nonnen. Ein um 1350 entstandenes und in mehreren Handschriften überliefertes Schwesternbuch berichtet über das begnadete Leben der Konventsangehörigen. Aus dem Kloster stammt ein Vesperbild, das sich heute im Landesmuseum Württemberg in Stuttgart befindet.
Mitte des 14. Jahrhunderts wurde das Kloster vom Kaiser an die Grafschaft Württemberg verpfändet. Als Folge verwüsteten Soldaten aus Esslingen und Ulm das Kloster im Jahr 1377. Ein weiteres Mal fielen die Esslinger 1519 im letzten Krieg zwischen Esslingen und Württemberg über den Konvent her.
Mit der Reformationsordnung des Herzogs Christoph von Württemberg vom 24. Juli 1556 kam das Verbot, katholische Messen zu lesen. Die Nonnen sollten gezwungen werden, eine evangelische Ordnung einzuhalten. Da diese jedoch nicht nachgaben, ließ man das Kloster aussterben. Der Herzog ließ keinen Arzt mehr durch. 1560 waren es noch 18 Klosterfrauen, 1571 noch vier. Die letzte Priorin war Barbara Morlockin. Sie starb am 19. Juni 1592. Danach wurde das Kloster zum herzoglichen Gut.
1643 brannte ein Großteil der Gebäude nieder. Die Kirche wurde aber wieder aufgebaut und erst 1972 abgerissen.
Am 30. September 1817 wurde die Domäne Weil von König Wilhelm I. von Württemberg zusammen mit Klein-Hohenheim und Scharnhausen zum Königlichen Privatgestüt erklärt. Das Gebiet ging 1921/22 pachtweise an die Familie der Pauline Fürstin zu Wied. Nach dem Ende des Gestüts 1932 wurde die Weiler Araberzucht im Haupt- und Landgestüt Marbach weitergeführt.
Unter König Wilhelm II. wurde auf dem Gelände der Domäne im Talgrund eine Pferderennbahn eingerichtet. Die seit 1834 auf dem Cannstatter Wasen veranstalteten Rennen hatten nicht die erwünschte Resonanz gebracht. Die Weiler Rennbahn wurde 1892 eröffnet, die Wettbewerbe – Flachrennen und Hindernisrennen – fanden bis zum Beginn des Ersten Weltkriegs statt. Das wichtigste Rennen war der Schwabenpreis, ausgestattet mit dem damals bedeutenden Preisgeld von 20.000 Mark.
Weil wurde 1935 Stadtteil von Esslingen am Neckar.

## Weil heute
Weil ist heute hauptsächlich durch das Einkaufszentrum Neckar-Center und die Sportanlagen des Eberhard-Bauer-Stadions bekannt.
Der Ausländeranteil beträgt 27,3 %.
Die Einwohner teilen sich in folgende Altersgruppen auf:
12,9 % unter 21

56,4 % unter 65

30,8 % über 65

(Stand: 30. Juni 2008)
|  |  |  |

## Politik
Der Ansprechpartner für die Belange des Stadtteils für die Stadtverwaltung und den Gemeinderat von Esslingen ist der Bürgerausschuss Mettingen Brühl Weil. Auf der Stadtteilebene gestaltet der Bürgerausschuss das kommunale Leben mit. Er ist Mitglied der Arbeitsgemeinschaft der Bürgerausschüsse, diese besteht zum Erfahrungsaustausch und zur Koordination der einzelnen Bürgerausschüsse der Stadt.
Grundlage für die Arbeitsweise und den Aufbau des Bürgerausschusses und der Arbeitsgemeinschaft ist der von der Arbeitsgemeinschaft am 21. Februar 1991 beschlossene Status. 
Als Grundlage für die Zusammenarbeit zwischen dem Bürgerausschuss, dem Gemeinderat und der Verwaltung wurde eine Vereinbarung getroffen. Diese wurde von der Arbeitsgemeinschaft am 17. Juli 1990 gebilligt und vom Gemeinderat am 10. Dezember 1990 genehmigt. Im Juni 2000 wurde sowohl der Status als auch die Vereinbarung redaktionell überarbeitet.
In einer öffentlichen Bürgerversammlung, die die Stadt Esslingen durchführt, wird der Bürgerausschuss für 3 Jahre gewählt.

## Verkehr
Busse verbinden den Ort im 15-Minuten-Takt mit der Esslinger Innenstadt. Der Haltepunkt Esslingen-Mettingen an der Filstalbahn ist zu Fuß in 15 Minuten zu erreichen.

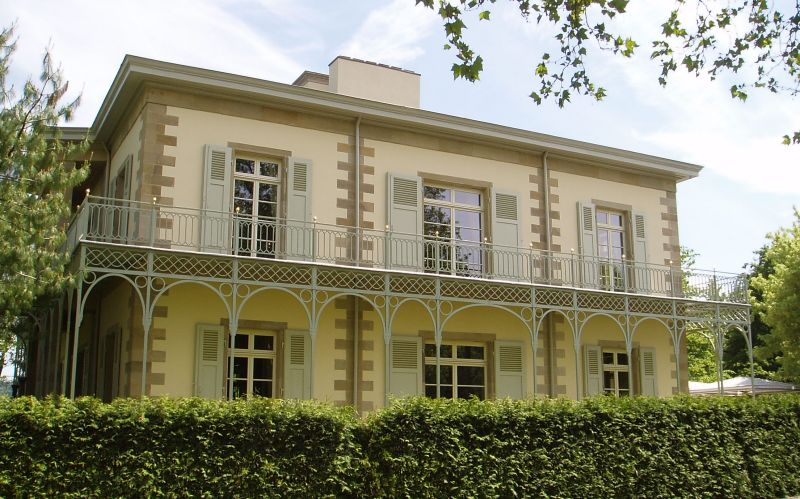
Königlicher Pavillon

## Sehenswürdigkeiten
- Königlicher Pavillon (auch „Schloss Weil“), erbaut 1818 nach den Plänen von Giovanni Salucci
- Gestütsgebäude